# Tomopterus larroides
Tomopterus larroides là một loài bọ cánh cứng trong họ Cerambycidae.